# Mapania vitiensis
Mapania vitiensis là loài thực vật có hoa trong họ Cói. Loài này được (Uittien) T.Koyama mô tả khoa học đầu tiên năm 1978.